# Hydrolea brevistyla
Hydrolea brevistyla, jednogodišnja biljka iz roda hidroleja, porodica Hydroleaceae. Vrsta je endemična za Afriku, Tanzanija i Zambija.
Vrsta je opisana u Flora of Tropical East Africa Hydrophyllaceae: 4, t. 19. 1989.

## Opis
Uspravna jednogodišnja biljka, naraste od 7,5–30 cm. visine. Listovi 0,1–4,5 x 0,1–0,9 cm, kopljasti ili eliptični do linearno duguljasti, tupo zašiljeni na vrhu, klinasti pri dnu, blijedozeleni, goli; vjenčić tamnoplav, u osnovi bijel; prašnici šiljasti 0,5–0,8 mm. dugi; staništa su rubovi dambosa (kompleks plitkih močvara u središnjoj, južnoj i istočnoj Africi, osobito u Zambiji, Malaviju i Zimbabveu.)